# شارع بادوفا 46
شارع بادوفا 46 (بالإيطالية: Via Padova 46)‏ هو فيلم أبيض وأسود درامي كوميدي إيطالي إنتاج عام 1953 من إخراج جورجيو بيانكي وبطولة بيبينو دي فيليبو وألبرتو سوردي وجولييتا ماسينا وأرليت بوارييه. تم تصميم مجموعات الفيلم من قبل المخرج الفني سافيريو ديوجينيو. حقق حوالي 142 مليون ليرة في شباك التذاكر.

## ملخص
في روما ما بعد الحرب، يعيش موظف في وزارة المالية حياة مملة ورتيبة في العمل وكان لديه منزل يعيش فيه مع زوجته المصابة بالوساوس المرضية وحماتها المسيطرة. لكن حياته تأخذ جوًا من الإثارة عندما تتم دعوته إلى موعد في شقة في شارع فيا بادوفا مع امرأة أجنبية جذابة. عند وصوله إلى هناك وجدها مقتولة ويخشى الآن أن تكون الشرطة قريبة من دربه.

## طاقم التمثيل
- بيبينو دي فيليبو بدور اردوينو صباح الخير
- ألبرتو سوردي بدور جيانريكو
- جولييتا ماسينا بدور إيرين
- أرليت بوارييه بدور مارسيلا دوبونت
- ليوبولدو تريست بدور الرجل ذو السيجارة
- آدا دونديني بدور حماة أردوينو
- ليديا مارتورا بدور كارميلا
- لويجي بافيزي كمدير المكتب
- إرنستو ألميرانتي بدور سيزار
- ميمو كاروتينوتو بدور بيرتوتشيلي
- لامبرتو ماجوراني بدور الحمال في فيا بادوفا
- كارلو دايوتو بدور المحامي تانكردو تانكريدي
- فيتوريو دوس بدور الشرطي في المطار
- فرانكو جياكوبيني بدور الصحفي

## الأغاني
في المشهد الذي يذهب فيه أردوينو بونجورنو بمفرده بعد ظهر يوم الأحد إلى بار إيطاليا في ساحة الجمهورية في روما لشراء كعكة الفانيليا، تُسمع أغنية ماريا ماجدالينا التي غنتها فلور ساندون مع الأوركسترا بقيادة فيديريكو على إيقاع السامبا بيرجاميني.

## روابط خارجية
- شارع بادوفا 46  في قاعدة بيانات الأفلام على الإنترنت (بالإنجليزية)